# Bagua Grande
Bagua Grande, cunoscut și ca Corazón de Amazonas  (Română: Inima Amazonului) este un oraș din partea nordică a statului Peru, fiind capitala provinciei Utcubamba, regiunea Amazonas. Orașul se află la o depărtare de 1220 km de capitala statului, Lima.
La data ultimului recensământ, orașul număra aproximativ 100 000 de locuitori.

## Climat
Zona urbană este așezată pe o coastă de deal de lângă cursu râului Utcubamba, fiind o locație caldă, fertilă și ploioasă în cea mai mare parte a anului.

## Economie
Economia este bazată în principal din agricultură, în special în producția de orez, porumb și cafea, comerțul activ fiind practicat între orașele Chiclayo, Jaen, și cu cartierul vecin San Martin. Industria este minoră, aici existând doar mori pentru orez și fabrici pentru îmbutelierea apei carbonatate.